# Der Rebbe Elimelech
Der Rebbe Elimelech (auch: Alimelech) ist ein jiddisches Lied des Satirikers Moyshe Nadir alias Yitzchak Rayz, das 1927 erstmals in den USA veröffentlicht wurde. Es ist ähnlich aufgebaut wie das britische Kinderlied Old King Cole und bezieht sich wahrscheinlich auf die historische Figur des Rabbiners Elimelech von Lyschansk.
Das Lied ist in vielen Bearbeitungen verbreitet, die auch den Ablauf der Geschichte variieren. Ein Beispiel findet sich bei der Sängerin Talila, deren Fassung auf das Ende des Musikvergnügens verzichtet. Und in der von Peter Rohland gesungenen Fassung spielt die Kapelle einfach weiter, nachdem der Rebbe die Veranstaltung eigentlich beendet hat.

## Text
Die erste Strophe lautet:
Az der Rebbe Elimejlech,

Iz gevorn zejer frejlech,

Iz gevorn zejer frejlech,

Elimejlech.

Hot er ojsegeton dem kitl,

Oen hot ongeton dos hitl,

Oen hot gesjikt noch di fidler, di tsvej!

𝄆 Oen az di fidldike fidler,

Hobn fidldik gefidlt,

Hobn fidldik gefidlt hobn zej. 𝄇

## Handlung
Das Lied erzählt eine Anekdote über den Rebbe Elimejlech: Als er eines Tages sehr fröhlich war, hat er sein Gewand ausgezogen, hat sich ein Hütchen aufgesetzt und nach den beiden Fiedlern geschickt. Und die fiedeligen Fiedler haben fiedelig gefiedelt. Als er noch fröhlicher wurde, hat er nach den beiden Zimbelspielern geschickt. Und die zimbeligen Zimbelspieler haben zimbelig gezimbelt. Als er dann sehr fröhlich wurde, hat er die Tefilin (Gebetsriemen) abgelegt, sich die Brille geputzt und nach den beiden Paukisten geschickt. Und die paukeligen Paukisten haben paukelig gepaukt. Als die fiedeligen Fiedler, die zimbeligen Zimbelspieler und die paukeligen Paukisten weg waren und nur noch der Rebbe Ebimelech da war, war er gar nicht mehr so fröhlich und hat gerufen: „Oh, mein Kopf!“